# Aedes embuensis
Aedes embuensis är en tvåvingeart som beskrevs av Edwards 1930. Aedes embuensis ingår i släktet Aedes och familjen stickmyggor.
Artens utbredningsområde är Kenya. Inga underarter finns listade i Catalogue of Life.